# Mars 4
Denna artikel handlar om den sovjetiska marssonden och ska inte förväxlas med datumet 4 mars.
Mars 4 var en  sovjetisk rymdsond som sköts upp den 25 juli 1973, med en Proton K/D raket, för att utforska planeten Mars. 
Efter en kurskorrigering den 30 juli 1973 slutade två datorer ombord att fungera, vilket ledde till att manövern för att gå in i omloppsbana runt Mars inte kunde genomföras. Den 10 februari 1974 passerade rymdsonden Mars på ett avstånd av 1 844 km.

### Fotnoter
1. ↑  ”NASA Space Science Data Coordinated Archive” (på engelska). NASA. https://nssdc.gsfc.nasa.gov/nmc/spacecraft/display.action?id=1973-047A. Läst 27 mars 2020.